# باول لندن
باول لندن (بالإنجليزية: Paul London)‏ هو مصارع محترف أمريكي، ولد في 16 أبريل 1980 في أوستن في الولايات المتحدة.

## وصلات خارجية
- باول لندن على موقع CageMatch worker (الإنجليزية)
- باول لندن على موقع قاعدة بيانات المصارعة على الإنترنت (الإنجليزية)
- باول لندن على موقع عالم المصارعة على الإنترنت (الإنجليزية)
- باول لندن على موقع عالم المصارعة على الإنترنت (الإنجليزية)

- الموقع الرسمي
- باول لندن على موقع IMDb (الإنجليزية)
- باول لندن على موقع قاعدة بيانات الفيلم (الإنجليزية)